# Piper PA-44
Le Piper PA-44 Seminole est un avion bimoteur fabriqué par Piper Aircraft aux États-Unis.
Il a été produit de 1979 à 1982, de 1989 à 1990 puis depuis 1995.

## Histoire
Le Piper PA-44 est un développement du monomoteur Piper PA-28. Le PA-44 est un avion en métal, bimoteur, 4 places, non pressurisé, à ailes basses, à train rentrant et doté d'une unique porte côté droit. Il vole pour la première fois en 1976. Il est certifié le 10 mars 1978,.
Il est équipé de 2 moteurs Lycoming O-360-A1H6 ou, sur les modèles les plus récents, de 2 moteurs Lycoming IO-360-B1G6 en version injection. Ses moteurs sont contrarotatifs afin d'éviter le moteur critique en cas de panne. Une version turbo a également été produite.
Les derniers modèles sont dotés du glass cockpit Garmin G1000, certifié le 5 juin 2013 aux États-Unis et le 13 mai 2014 en Europe, ou du Garmin G1000 NXi, certifié le 1er octobre 2018 aux États-Unis et le 3 juillet 2020 en Europe.
Le 1000e PA-44 est livré le 16 avril 2021.
C'est le seul Piper avec un empennage en T encore au catalogue.

## Modèles
PA-44-180 Seminole
2x Lycoming (L)O-360-E1A6D (premiers modèles)
2x Lycoming (L)O-360-A1H6
version injection avec 2x Lycoming (L)IO-360-B1G6 (Modèle certifié le 15 décembre 2017 aux États-Unis et le 3 juillet 2020 en Europe)
PA-44-180T Turbo Seminole
version turbo avec 2x Lycoming (L)TO-360-E1A6D
PA-44 Seminole DX
version diesel avec 2x DeltaHawk (en) DHK4A180 de 180 ch (Modèle annoncé en 2025 et prévu pour 2027)

## Lien externe

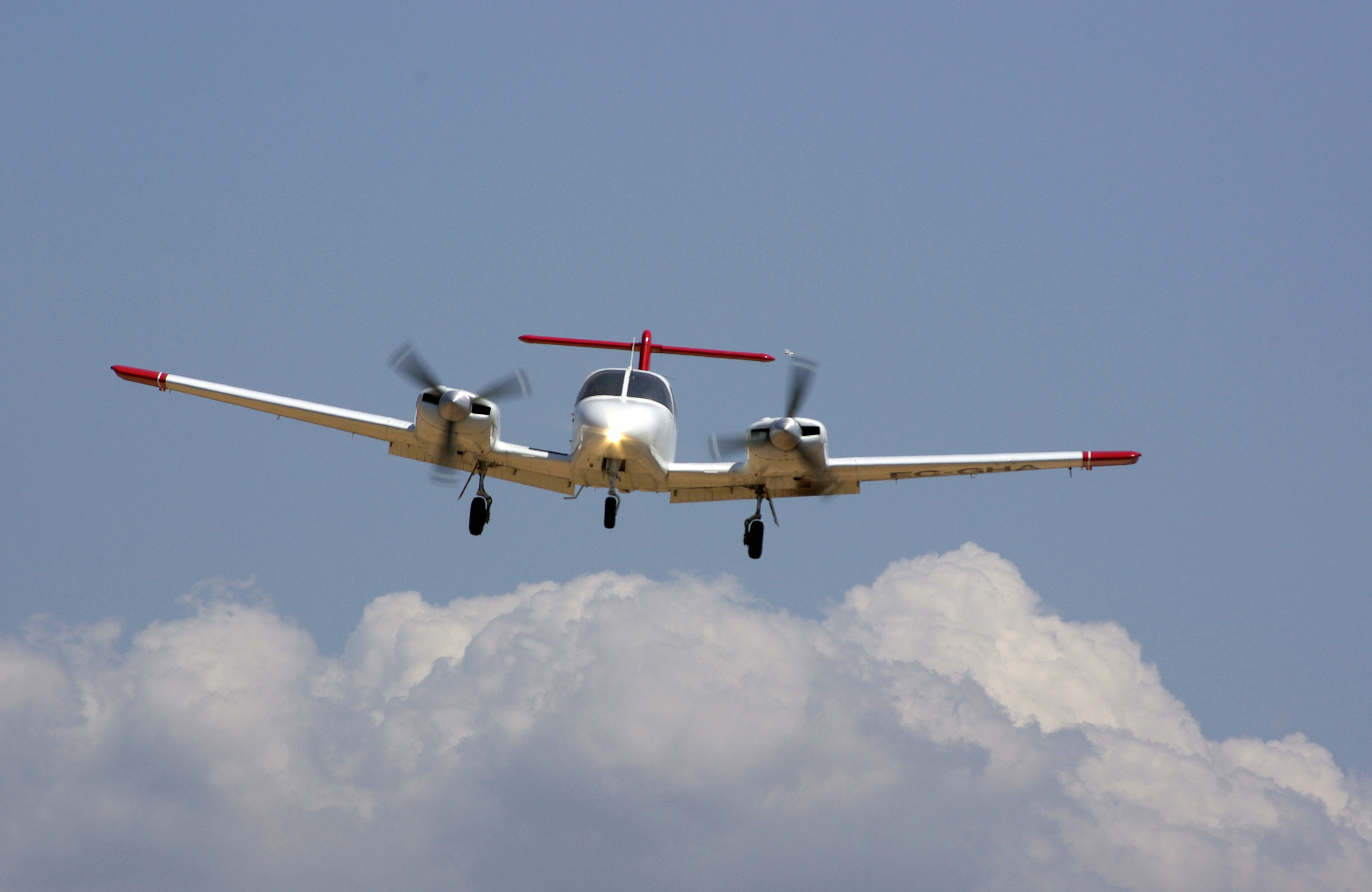
PA-44 Seminole